# Eixão das águas

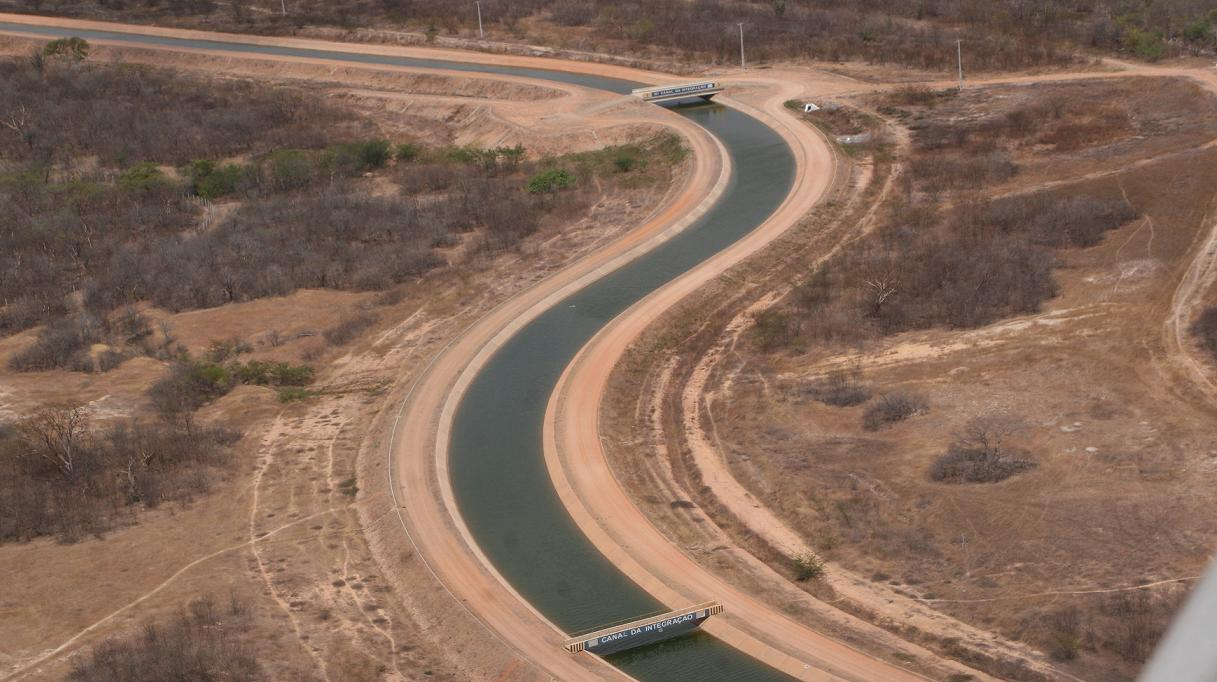
Canal da Integração - Parte do Eixão das Águas.

O Eixão das Águas é um conjunto de obras hídricas que realiza a transposição das águas do Açude Castanhão para a Região Metropolitana de Fortaleza (RMF), reforçando o abastecimento, em uma extensão de 255 quilômetros, incluindo o Complexo Industrial e Portuário do Pecém. 

## Características
Faz a integração das bacias hidrográficas do Vale do Jaguaribe e da Região Metropolitana, sendo beneficiado pela transposição do rio São Francisco e do Canal do Trabalhador, e beneficiando uma população de aproximadamente três milhões de habitantes. É composto por estações de bombeamento, canais, adutoras, além de sifões e túneis.
O Eixão possibilitou o surgimento de polos de desenvolvimento hidroagrícola nas áreas irrigáveis a partir do Vale do Jaguaribe, beneficiando milhares de hectares e terras férteis. Também garante o abastecimento humano da Região Metropolitana de Fortaleza, assim como as comunidades dos municípios de Alto Santo, Jaguaribara, Morada Nova, Ibicuitinga, Russas, Ocara, Cascavel, Pacajus, Horizonte, Itaitinga, Pacatuba, Maranguape, Maracanaú, Caucaia e São Gonçalo do Amarante.
A vazão máxima de dimensionamento é de 22 metros cúbicos; desses, 19 metros cúbicos destinam-se ao abastecimento da Região Metropolitana de Fortaleza, incluindo o Complexo Industrial e Portuário do Pecém.

## Trechos da obra
Com um custo total da obra de mais de R$ 1 bilhão, o Sistema Adutor do Castanhão possui cinco trechos:
| Trecho   | Origem             | Destino            | Distância |
| -------- | ------------------ | ------------------ | --------- |
| Trecho 1 | Açude Castanhão    | Açude Curral Velho | 54,7 km   |
| Trecho 2 | Açude Curral Velho | Serra do Félix     | 45,9 km   |
| Trecho 3 | Serra do Félix     | Açude Pacajus      | 66,3 km   |
| Trecho 4 | Açude Pacajus      | Açude Gavião       | 33,9 km   |
| Trecho 5 | Açude Gavião       | Porto do Pecém     | 55,1 km   |
| TOTAL    | TOTAL              | TOTAL              | 255,9 km  |

O percurso estende-se ao longo de aproximadamente 260 quilômetros. O prolongamento do sistema adutor para a zona Oeste de Fortaleza, entre o açude Gavião e o Porto do Pecém, apresenta um desenvolvimento adicional de cerca de 55 quilômetros.

## Transposição do rio São Francisco
Em 26 de junho de 2020, foi inaugurado um trecho do Eixo Norte, que leva água do rio São Francisco ao estado do Ceará, com a passagem das águas do Reservatório Milagres (em Verdejante, Pernambuco) para o Reservatório Jati (CE).

De Jati, percorre o Cinturão das Águas, num trecho de 53 km, até o riacho Seco, em Missão Velha, fluindo pelo rio Salgado e rio Jaguaribe, até alcançar o açude Castanhão, o que ocorreu em 10 de março de 2021. 